# Cascalho Rico
Cascalho Rico is een gemeente in de Braziliaanse deelstaat Minas Gerais. De gemeente telt 2.938 inwoners (schatting 2009).